# دی‌اتیل آزودی‌کربوکسیلات
دی‌اتیل آزودی‌کربوکسیلات (به انگلیسی: Diethyl azodicarboxylate) یک ترکیب شیمیایی است. شکل ظاهری این ترکیب، مایع نارنجی و قرمز است.